# ذي السفال
ذي السفال هي مركز مديرية ذي السفال أحد مدن محافظة إب، بلغ تعداد سكانها 2363 نسمة حسب تعداد اليمن لعام 2004.